# Csaba Tabajdi
Csaba Sándor Tabajdi (ur. 26 czerwca 1952 w Kiskunfélegyházie) – węgierski polityk i dyplomata, długoletni poseł krajowy, deputowany do Parlamentu Europejskiego V (w 2004), VI i VII kadencji.

## Życiorys
W 1974 ukończył studia ekonomiczne na Uniwersytecie Ekonomicznym im. Karola Marksa w Budapeszcie. Uzyskał w 1984 stopień kandydata nauk w zakresie filozofii. Od 1974 do 1983 pracował w dyplomacji w ramach Ministerstwa Spraw Zagranicznych (m.in. jako attaché kulturalny placówki w Moskwie). Do czasu rozwiązania w 1989 był członkiem Węgierskiej Socjalistycznej Partii Robotniczej. W latach 80. pozostawał etatowym pracownikiem partii komunistycznej jako analityk w Komitecie Centralnym. W latach 1989–1990 był wiceministrem spraw zagranicznych.
Po przemianach politycznych wstąpił do postkomunistycznej Węgierskiej Partii Socjalistycznej. Od 1990 nieprzerwanie do 2004 sprawował mandat posła do Zgromadzenia Narodowego. W tym samym czasie wchodził w skład Zgromadzenia Parlamentarnego Rady Europy. W okresie 1994–1998 pełnił funkcję sekretarza stanu w kancelarii premiera. Był też przez dwa lata radnym sejmiku komitatu Bács-Kiskun.
W 2004 z ramienia socjalistów uzyskał mandat posła do Parlamentu Europejskiego V kadencji, następnie wybrany w tym samym roku na VI kadencję. W wyborach w 2009 uzyskał reelekcję na okres VII kadencji. Przystąpił do grupy Postępowego Sojuszu Socjalistów i Demokratów, a także Komisji Rolnictwa i Rozwoju Wsi oraz Komisji Petycji. W PE zasiadał do 2014.